# Kastell Donnstetten
Das Kastell Donnstetten, das antike Clarenna, war ein römisches Militärlager des Alblimes. Es liegt mit dem zugehörigen Kastellvicus als Bodendenkmal in einem unbebauten Bereich von Römerstein-Donnstetten, einer Gemeinde des baden-württembergischen Landkreises Reutlingen.

## Lage
Das Kastell befindet sich auf dem „Hasenhäuslesberg“, einer rund 500 Meter südlich von Donnstetten gelegenen Erhebung. Nördlich, in Richtung des heutigen Ortszentrums, fällt der „Hasenhäuslesberg“ steil in einen Maarkessel ab.
In antiker Zeit lag das Lager hier in verkehrsgeographisch und strategisch bedeutsamer Position. Es bildete mit einer Kette von weiteren Kastellen den „Alblimes“, eine zwischenzeitliche Grenzsicherung der römischen Provinz Raetia vor dem endgültigen Ausbau des Raetischen Limes.
Die „Alblimesstraße“ verlief in diesem Abschnitt vom etwa 20 km westsüdwestlich entfernten Kastell Gomadingen kommend über Münsingen in Richtung Donnstetten und führte von hier aus weiter über Nellingen zum östlich gelegenen Ad Lunam, dem Kastell Urspring. Östlich von Clarenna und südlich von Nellingen ist der hier „Hochsträß“ genannte Straßenkörper sehr gut im Gelände zu erkennen und wird noch heute als Weg benutzt.
Eine weitere Straße mündete von Nordnordost, aus Grinario, dem Kastell Köngen, kommend und durch das Lautertal über Dettingen führend, bei Clarenna in die Alblimesstraße ein. Sie war bis Donnstetten durch den so genannten Lautertal-Limes, auch Sybillenspur genannt, gesichert und stellte vermutlich zumindest zeitweise ein Teilstück der so genannten Ost-Magistrale dar, die von Noviomagus (Speyer) nach Ponione (Kastell Faimingen) führte. Die Überwachung dieses neuralgischen Straßenknotenpunkts gehörte vermutlich zu den Aufgaben der Kastellbesatzung.

## Forschungsgeschichte

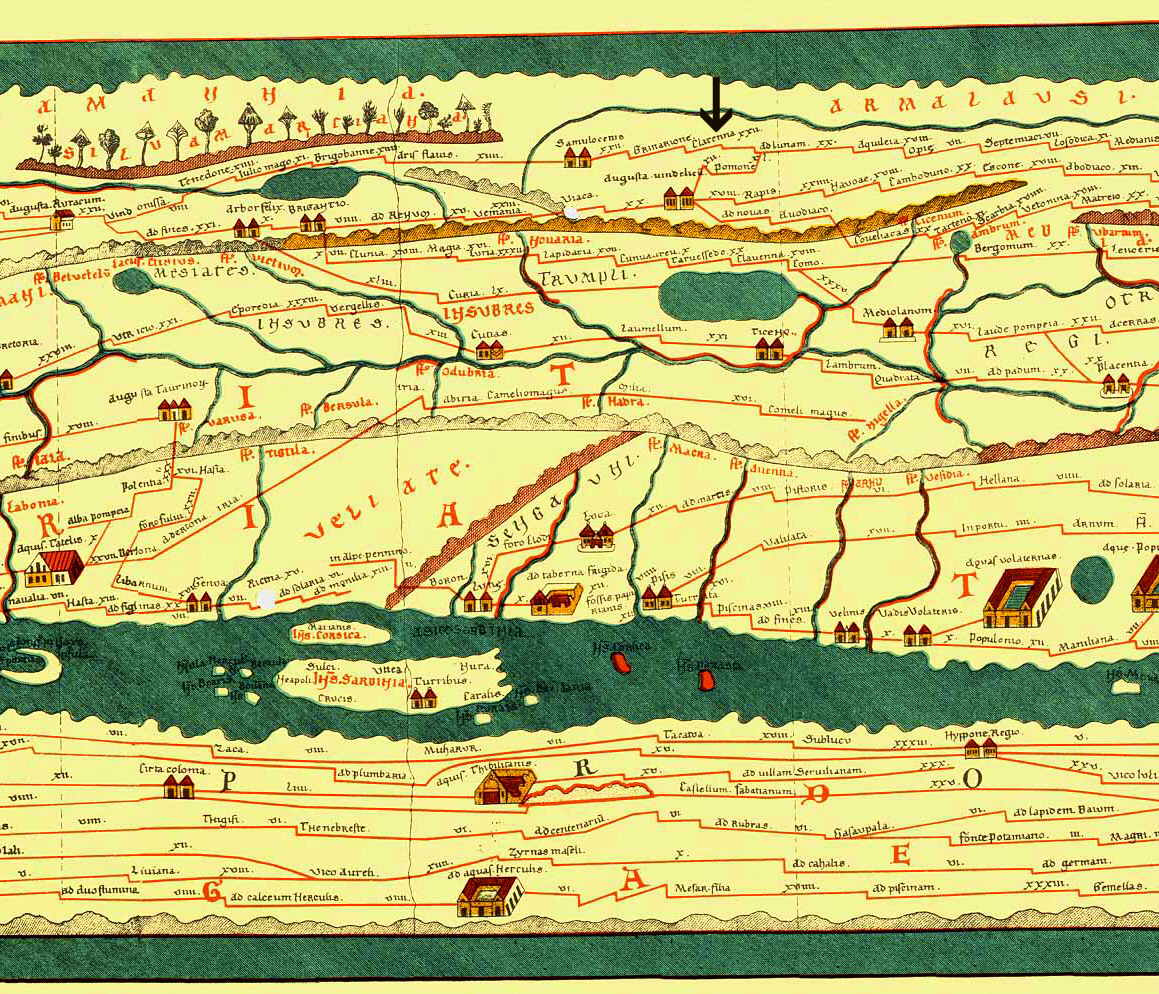
Clarenna auf der Tabula Peutingeriana (Pfeil oberer Bildrand)

Schon in den Jahren zwischen 1891 und 1904 wurden im Gebiet von Donnstetten immer wieder kleinere Sondierungsgrabungen durchgeführt. Hierbei konnte jedoch nur die zivile Siedlung lokalisiert sowie, insbesondere durch die Sondierungen des Donnstettener Pfarrers Karl Gußmann, eine weitere römische Fundstelle auf dem „Hasenhäuslesberg“ festgestellt, aber noch nicht als das gesuchte Kastell identifiziert werden.
Erst durch archäologische Luftbildprospektionen gelang es Philipp Filtzinger und Walter Sölter schließlich 1975, das schon 1907 von Robert Knorr postulierte Kastell zu lokalisieren. Weitere Grabungen fanden nicht statt, so dass sich der heutige Wissensstand im Wesentlichen auf die älteren Sondierungen und die Luftaufnahmen stützt.
Die Identität des Fundortes mit dem auf der Tabula Peutingeriana verzeichneten Clarenna ist sehr wahrscheinlich, aber mangels inschriftlicher Belege nicht gänzlich gesichert.

## Kastell
Das Kastell von Donnstetten war an drei Seiten von zwei umlaufenden Spitzgräben umgeben. An der Nordseite setzte die Grabenumwehrung aus, da das hier steil abfallende Gelände ein natürliches Annäherungshindernis darstellte. Eine dahinter liegende Holz-Erde-Mauer kann angenommen werden, ist aber archäologisch nicht nachgewiesen. Das Lager gehört mit seinen Abmessungen von 50 × 60 m (= 0,3 ha) zu den so genannten Numeruskastellen. Wie fast alle Kastelle dieser Fortifikationsgröße bot es Platz für eine Besatzung von 80 bis 100 Mann, einen Numerus oder eine vergleichbar große Vexillation als Detachement einer größeren Auxiliareinheit. Einzelheiten über die hier stationierte Truppe sind aber ebenso wenig bekannt wie Details der Lagerinnenbebauung.
Die Datierung des Donnstettener Militärlagers ist bislang noch nicht gesichert. Möglicherweise wurde es in domitianischer Zeit, um die Jahre 85 bis 90 n. Chr., errichtet. Es könnte bis in die Mitte des zweiten nachchristlichen Jahrhunderts, um die Jahre 150/160, Bestand gehabt haben.
Aufgrund der geringen Größe der Fortifikation, der relativ großen Entfernung zum Vicus, des im Verhältnis zur anzunehmenden Mannschaftsstärke überdimensionierten Kastellbades (vgl. weiter unten) sowie des Umstands der relativ isolierten Lage einer solch schwachen Einheit wurde gelegentlich in der Literatur die Vermutung geäußert, dass sich im näheren Umfeld des Numeruskastells noch ein zweites Lager befunden haben könnte. Der entsprechende archäologische Nachweis hierfür konnte aber bislang nicht erbracht werden.

## Vicus
Der Vicus von Clarenna, die bei nahezu jedem römischen Militärlager anzutreffende Zivilsiedlung, in der sich Angehörige der Militärs, Händler, Handwerker, Gastwirte und andere Dienstleister niederließen, befand sich rund 500 m nördlich des Kastells, am östlichen Rande der heutigen Ortschaft in der Flur „Hinter dem Flecken“. Er entstand vermutlich um 85/90 n. Chr., etwa zeitgleich mit der Errichtung des Kastells. Ausweislich der Streufunde ist von einer Ausdehnung des Vicus von maximal 350 m in westöstlicher und maximal 150 m in nordsüdlicher Richtung auszugehen. Bislang konnte nur ein Brunnen und das Badegebäude nachgewiesen werden.
Das Badegebäude, wenngleich schon in den Jahren 1903/1904 durch den ortsansässigen Pfarrer Dreher ergraben, wurde erst 1931 durch Oscar Paret als Therme identifiziert. Das mit seinen Abmessungen von 34 m mal 31 m auffällig große Gebäude weist mehrere Bauphasen auf, in denen es teilweise grundlegend umgestaltet wurde. Drei seiner Räume waren mit einer Hypokaustanlage ausgestattet. Möglicherweise wurde es zu einem nicht datierbaren Zeitpunkt seiner späteren Baugeschichte verkleinert und in den Gebäudekomplex einer Mansio oder Benefiziarierstation integriert.
Der Vicus überdauerte das Ende des Kastells um rund 100 Jahre und dürfte bis in die Zeit der innen- und außenpolitischen sowie wirtschaftlichen Krise des Imperiums um die Mitte des 3. Jahrhunderts, längstens bis 259/260, bestanden haben.

## Denkmalschutz, Befundsicherung und Fundverbleib
Das Kastell Donnstetten und die erwähnten Bodendenkmale sind geschützt als Kulturdenkmale nach dem Denkmalschutzgesetzes des Landes Baden-Württemberg (DSchG). Nachforschungen und gezieltes Sammeln von Funden sind genehmigungspflichtig, Zufallsfunde an die Denkmalbehörden zu melden.
Die Befunde liegen unter den landwirtschaftlich genutzten Flächen östlich und südlich des heutigen Dorfes. Das bisher angefallene Fundmaterial fand Aufnahme in den Magazinen des Landesmuseums Württemberg im Alten Schloss in Stuttgart sowie im Heimatmuseum Pfarrscheuer in Römerstein-Donnstetten.